# Godshuis Somers

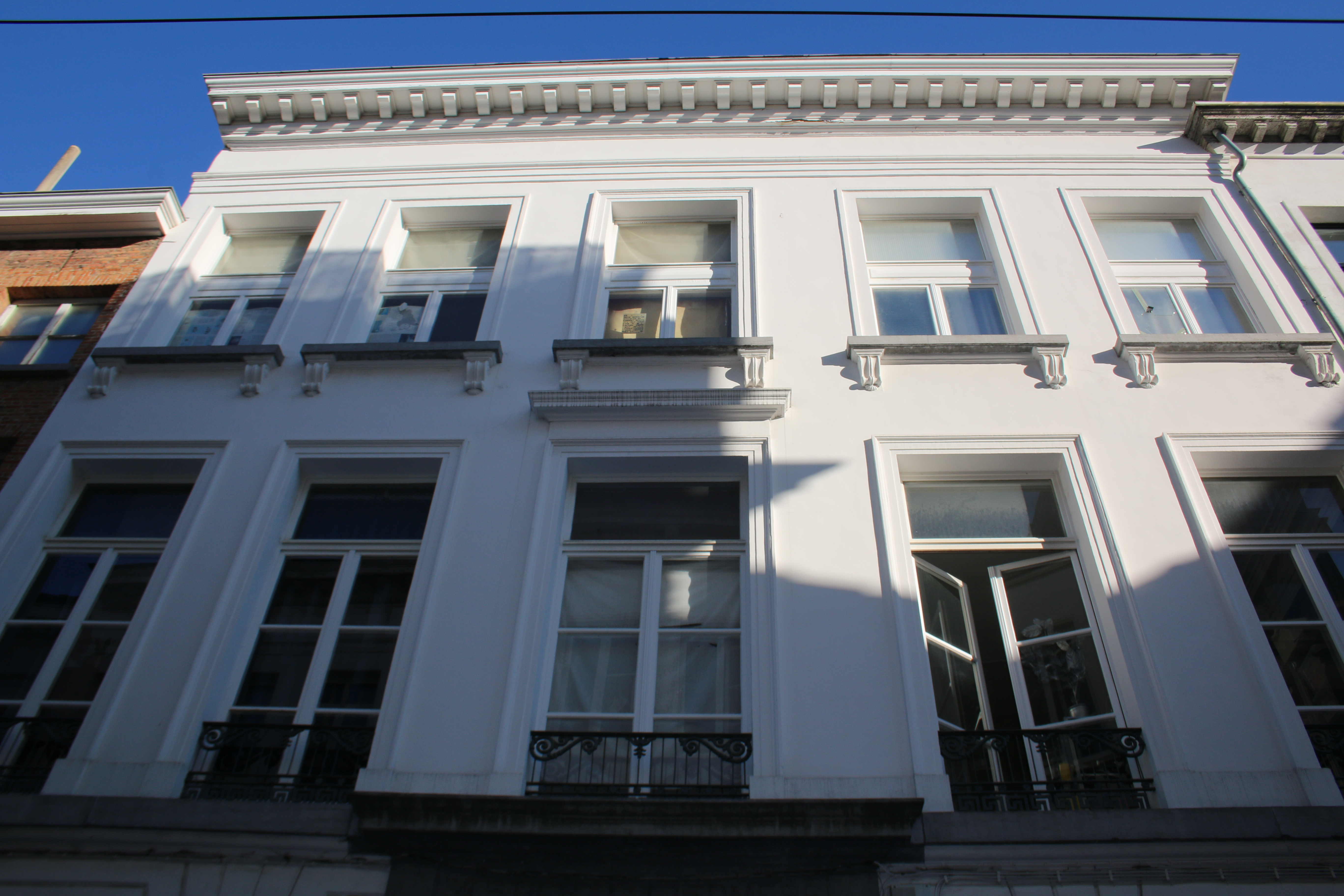

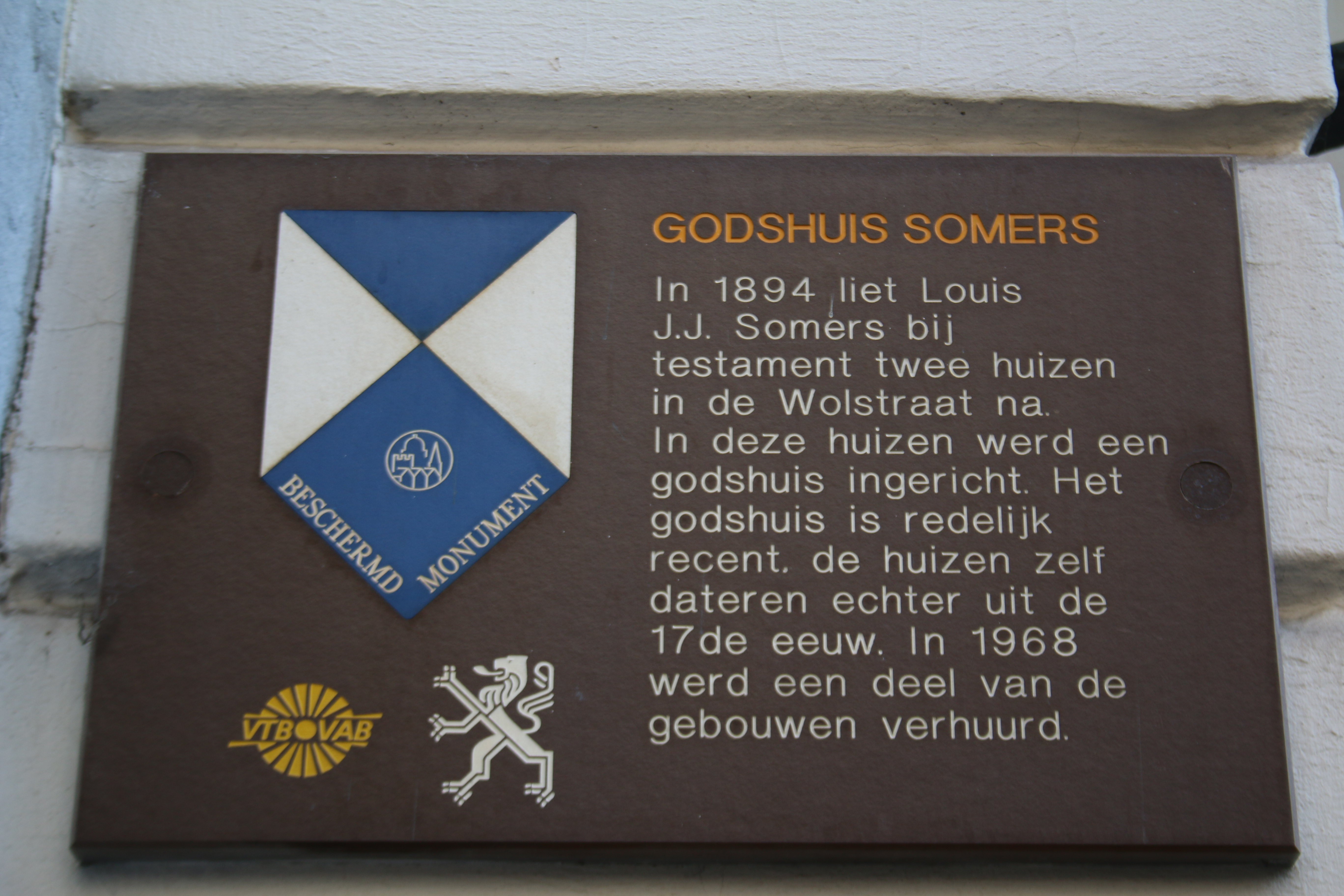

Het Godshuis Somers is een voormalig godshuis in de Wolstraat in de stad Antwerpen. Louis J.J. Somers liet in 1894 bij testament twee huizen na in de Wolstraat. Daarin werd een godshuis opgericht: het Gesticht L.J.J. Somers met eenentwintig plaatsen voor echtparen en twee voor vrouwen, werd in 1895 opgericht door het Bestuur der Burgerlijke Godshuizen. Het Godshuis Isenbaert-De Boey, bestemd voor zes vrouwen en negen echtparen, werd opgericht door de Commissie van Openbare Onderstand in 1928, na aankoop van het aanpalende hotel Ommeganck, later Mathot. De huizen zelf dateren uit de 17de eeuw. Het Godshuis Somers is als monument beschermd.